# Brisbane
Brisbane é a capital do estado australiano de Queensland, terceira maior cidade e o segundo maior "hub" econômico, administrativo, cultural e urbano do leste da Austrália. É banhada pelo Oceano Pacífico e é em seu território que desagua do Rio Brisbane, o qual dá nome à cidade.
Segundo dados estimados para o ano de 2014, possuí uma população absoluta de 2 274 600 habitantes vivendo dentro de seus limites oficiais — fazendo dela a terceira maior cidade australiana em termos populacionais, atrás de Sydney e Melbourne. Desse total de 2.2 milhões de habitantes de Brisbane, cerca de 1 000 000 viviam na cidade de Brisbane propriamente dita no mesmo período e algo em torno de 1 200 000 em seus quatro subúrbios satélites integrados, no mesmo ano. Já sua área metropolitana, a terceira mais populosa da Austrália, que se estende por toda a conurbação do sudeste do estado de Queensland, abrigava 3,4 milhões de pessoas segundo o censo australiano de 2014, ou cerca de 70% da população de toda Queensland (que foi estimada no mesmo período em 4,8 milhões de habitantes).
Brisbane é uma das cidades mais antigas da Austrália. Embora tenha sido fundada como parte da colônia de povoamento britânica no leste do país em 1825, a área que hoje é ocupada pela cidade já era volumosamente habitada séculos antes da chegada dos primeiros europeus por aborígenas das tribos Turrbal e Jagera. Ademais, Brisbane floresceu ao longo dos séculos XIX e XX ao abrigar, no período, contínuos grupos de colonos, majoritariamente oriundos da Grã-Bretanha, que na cidade e seus arredores procuravam se estabelecer, fazendo expandir o comércio e a indústria em seu território. Esse fluxo foi significativamente acentuado durante a Primeira e a Segunda Guerra Mundial, e continuou, embora em declínio, por algum tempo ao longo dos anos 50 e 60. Hoje, Brisbane é um dos principais centros turísticos da Austrália, porta de entrada para a indústria do turismo no estado de Queensland e em todo o leste e nordeste do país. Em 2010, foi eleita a 36.ª cidade mais "habitável" do mundo.
Brisbane será a sede dos Jogos Olímpicos de Verão de 2032, tendo o anúncio sido feito em Tóquio em 2021, pouco antes do início dos Jogos Olímpicos de 2020.

## Geografia

### Hidrografia
A cidade de Brisbane é cortada pelo Rio Brisbane.

### Clima
O clima de Brisbane é subtropical (classificado por Köppen como Cfa), com verões quentes e chuvosos e invernos amenos e secos. Os invernos são mais secos porque sua localização fica próxima a cidades de clima tropical. O mês de janeiro é o mais chuvoso e o mês de julho, o mais seco.
O período de seca pode começar a qualquer momento a partir de junho, seu início pode variar muito de um ano para outro, enquanto em alguns anos pode começar em junho, em outros as chuvas só diminuem no fim de agosto. Considerando a média de precipitação, o período seco se inicia em julho e se intensifica em agosto e setembro, acabando no início de outubro, quando são registradas as primeiras chuvas de verão.
No verão destacam-se o calor e as chuvas: chove muito nessa época e tempestades são comuns. A temperatura é alta durante a tarde, próxima ou superior aos 30 °C, mas raramente acima dos 40 °C. Massas de ar polar são raras nessa época do ano.
Durante o inverno, a amplitude térmica diária é maior, por causa do tempo mais seco, principalmente em setembro. Nos meses de junho a agosto, é comum a chegada de frentes frias seguidas de massas de ar polar, que derrubam muito a temperatura, entretanto elas atuam durante poucos dias na região, pois elas perdem força devido ao contato com o ar mais quente de latitudes mais baixas.
| Dados climatológicos para Brisbane (1999–2012) | Dados climatológicos para Brisbane (1999–2012) | Dados climatológicos para Brisbane (1999–2012) | Dados climatológicos para Brisbane (1999–2012) | Dados climatológicos para Brisbane (1999–2012) | Dados climatológicos para Brisbane (1999–2012) | Dados climatológicos para Brisbane (1999–2012) | Dados climatológicos para Brisbane (1999–2012) | Dados climatológicos para Brisbane (1999–2012) | Dados climatológicos para Brisbane (1999–2012) | Dados climatológicos para Brisbane (1999–2012) | Dados climatológicos para Brisbane (1999–2012) | Dados climatológicos para Brisbane (1999–2012) | Dados climatológicos para Brisbane (1999–2012) |
| Mês                                            | Jan                                            | Fev                                            | Mar                                            | Abr                                            | Mai                                            | Jun                                            | Jul                                            | Ago                                            | Set                                            | Out                                            | Nov                                            | Dez                                            | Ano                                            |
| ---------------------------------------------- | ---------------------------------------------- | ---------------------------------------------- | ---------------------------------------------- | ---------------------------------------------- | ---------------------------------------------- | ---------------------------------------------- | ---------------------------------------------- | ---------------------------------------------- | ---------------------------------------------- | ---------------------------------------------- | ---------------------------------------------- | ---------------------------------------------- | ---------------------------------------------- |
| Temperatura máxima recorde (°C)                | 40                                             | 41,7                                           | 37,9                                           | 33,7                                           | 30,7                                           | 29                                             | 28,2                                           | 35,4                                           | 35,1                                           | 38,7                                           | 34,8                                           | 40                                             | 41,7                                           |
| Temperatura máxima média (°C)                  | 30,2                                           | 29,9                                           | 28,8                                           | 27                                             | 24,3                                           | 21,9                                           | 21,8                                           | 23,1                                           | 25,6                                           | 26,9                                           | 27,8                                           | 29,3                                           | 26,4                                           |
| Temperatura mínima média (°C)                  | 21,4                                           | 21,3                                           | 19,9                                           | 17,3                                           | 13,4                                           | 11,6                                           | 10                                             | 10,5                                           | 13,7                                           | 16,2                                           | 18,6                                           | 20,3                                           | 16,2                                           |
| Temperatura mínima recorde (°C)                | 17                                             | 16,5                                           | 12,2                                           | 10                                             | 5                                              | 5                                              | 3                                              | 4,1                                            | 7                                              | 8,8                                            | 10,8                                           | 14                                             | 3                                              |
| Chuva (mm)                                     | 142,7                                          | 133                                            | 105,8                                          | 69,5                                           | 60,6                                           | 60,5                                           | 25,4                                           | 38,4                                           | 28,8                                           | 77,2                                           | 104,1                                          | 139,6                                          | 995,7                                          |
| Dias com chuva                                 | 12,1                                           | 12,6                                           | 14,3                                           | 12,4                                           | 9,7                                            | 9,2                                            | 7,1                                            | 5,2                                            | 7,4                                            | 9,4                                            | 11,8                                           | 13,2                                           | 124,4                                          |
| Umidade relativa (%)                           | 57                                             | 59                                             | 57                                             | 54                                             | 49                                             | 52                                             | 44                                             | 43                                             | 48                                             | 51                                             | 56                                             | 57                                             | 52                                             |
| Insolação (h)                                  | 263,5                                          | 226                                            | 232,5                                          | 234                                            | 238,7                                          | 198                                            | 238,7                                          | 263,5                                          | 267                                            | 266,6                                          | 264                                            | 251,1                                          | 2 943,6                                        |
| Fonte: Bureau of Meteorology                   |                                                |                                                |                                                |                                                |                                                |                                                |                                                |                                                |                                                |                                                |                                                |                                                |                                                |

| Dados climatológicos para Brisbane (Aeroporto, 1992–2013) | Dados climatológicos para Brisbane (Aeroporto, 1992–2013) | Dados climatológicos para Brisbane (Aeroporto, 1992–2013) | Dados climatológicos para Brisbane (Aeroporto, 1992–2013) | Dados climatológicos para Brisbane (Aeroporto, 1992–2013) | Dados climatológicos para Brisbane (Aeroporto, 1992–2013) | Dados climatológicos para Brisbane (Aeroporto, 1992–2013) | Dados climatológicos para Brisbane (Aeroporto, 1992–2013) | Dados climatológicos para Brisbane (Aeroporto, 1992–2013) | Dados climatológicos para Brisbane (Aeroporto, 1992–2013) | Dados climatológicos para Brisbane (Aeroporto, 1992–2013) | Dados climatológicos para Brisbane (Aeroporto, 1992–2013) | Dados climatológicos para Brisbane (Aeroporto, 1992–2013) | Dados climatológicos para Brisbane (Aeroporto, 1992–2013) |
| Mês                                                       | Jan                                                       | Fev                                                       | Mar                                                       | Abr                                                       | Mai                                                       | Jun                                                       | Jul                                                       | Ago                                                       | Set                                                       | Out                                                       | Nov                                                       | Dez                                                       | Ano                                                       |
| --------------------------------------------------------- | --------------------------------------------------------- | --------------------------------------------------------- | --------------------------------------------------------- | --------------------------------------------------------- | --------------------------------------------------------- | --------------------------------------------------------- | --------------------------------------------------------- | --------------------------------------------------------- | --------------------------------------------------------- | --------------------------------------------------------- | --------------------------------------------------------- | --------------------------------------------------------- | --------------------------------------------------------- |
| Temperatura máxima recorde (°C)                           | 37,4                                                      | 40,2                                                      | 34,2                                                      | 32,2                                                      | 30,6                                                      | 27,9                                                      | 27,6                                                      | 33,7                                                      | 33,4                                                      | 36,7                                                      | 37,9                                                      | 36,5                                                      | 40,2                                                      |
| Temperatura máxima média (°C)                             | 29                                                        | 28,9                                                      | 27,9                                                      | 26                                                        | 23,5                                                      | 21,2                                                      | 20,8                                                      | 21,8                                                      | 24,2                                                      | 25,4                                                      | 26,7                                                      | 28,1                                                      | 25,3                                                      |
| Temperatura mínima média (°C)                             | 21,2                                                      | 21,1                                                      | 19,4                                                      | 16,3                                                      | 12,8                                                      | 10,5                                                      | 9                                                         | 9,6                                                       | 12,7                                                      | 15,7                                                      | 18,2                                                      | 20                                                        | 15,5                                                      |
| Temperatura mínima recorde (°C)                           | 15,8                                                      | 14,6                                                      | 10,6                                                      | 5,6                                                       | 3                                                         | 2,5                                                       | −0,1                                                      | 1,9                                                       | 3,7                                                       | 7,2                                                       | 8,3                                                       | 13,4                                                      | −0,1                                                      |
| Chuva (mm)                                                | 141,3                                                     | 125,9                                                     | 99,6                                                      | 79                                                        | 107,2                                                     | 68,3                                                      | 27,9                                                      | 40,5                                                      | 32,9                                                      | 79                                                        | 95,5                                                      | 136,3                                                     | 1 033,4                                                   |
| Dias com chuva (≥ 0,2 mm)                                 | 12,5                                                      | 12,8                                                      | 12,8                                                      | 11,3                                                      | 10,1                                                      | 8,5                                                       | 6,6                                                       | 5,3                                                       | 5,9                                                       | 8,6                                                       | 11,1                                                      | 12                                                        | 117,5                                                     |
| Fonte: Bureau of Meteorology                              |                                                           |                                                           |                                                           |                                                           |                                                           |                                                           |                                                           |                                                           |                                                           |                                                           |                                                           |                                                           |                                                           |